# Firuzabade (Abarcu)
Firuzabade (em persa: فيروزاباد; romaniz.: Fīrūzābād) é uma aldeia do distrito rural de Tirjerd, no condado de Abarcu, na província de Iazde, Irã. Segundo o censo de 2006, sua população era de 202 habitantes, em 57 famílias.